# Boulevard Louis-Hippolyte-Lafontaine
Le boulevard Louis-Hippolyte-Lafontaine est une artère de Montréal.

## Situation et accès
Ce boulevard, des arrondissements Anjou et Rivière-des-Prairies–Pointe-aux-Trembles, est long de 6,5 kilomètres et débute comme continuité de la Rue de Boucherville aux limites de l'arrondissement Mercier-Hochelaga-Maisonneuve comme voie de service de l'autoroute 25 jusqu'au boulevard Perras dans l'arrondissement Rivière-des-Prairies–Pointe-aux-Trembles.

## Origine du nom
Le boulevard Louis-Hippolyte-Lafontaine est nommé en l'honneur de Louis-Hippolyte La Fontaine (1807-1864), avocat et politicien qui a mené à l'obtention de la responsabilité ministérielle en 1848 avec Robert Baldwin.